# SIAI S.51
Le SIAI S.51 est un hydravion de course Italien construit par SIAI pour la Coupe Schneider 1922.

## Conception et développement
Le S.51 est un hydravion biplan monoplace. Son moteur V8 Hispano-Suiza 8F de 300 chevaux, monté sur deux jambes de suspension entre la coque et l'aile supérieure, entraîne une hélice propulsive bipale. Il était également équipé de ballonnets de stabilisation aux extrémités de l'aile inférieure.
SIAI basa plus tard la conception de la coque du S.58 de chasse en 1924 sur celle du S.51.

## Histoire opérationnelle
Toutes les sources s'accordent à reconnaître que l'Italie engagea le S.51 lors du Trophée Schneider 1922 accompagné de deux Macchi M.17 et que les trois avions italiens coururent contre le Supermarine Sea Lion II britannique qui gagna la course. Mais, les sources sont contradictoires quant à la carrière du S.51.
Certaines sources affirment que le S.51 s'est écrasé lors de la course, tuant son pilote. Une autre suppose que le S.51 avait subi une avarie dans un accident de pré-course qui le força à abandonner car sa nacelle moteur commençait à se séparer de l'aile supérieure durant la course; cependant, cette source ne dit pas que l'avion s'est écrasé,,. D'autres affirment que le S 51 a terminé la course avec une vitesse moyenne de 230.93 kilomètres par heure (143.41 miles par heure) et un temps final de 1 heure 36 minutes et 54 secondes, atteignant ainsi la deuxième place derrière le Sea Lion II, mais devant les deux M.17.

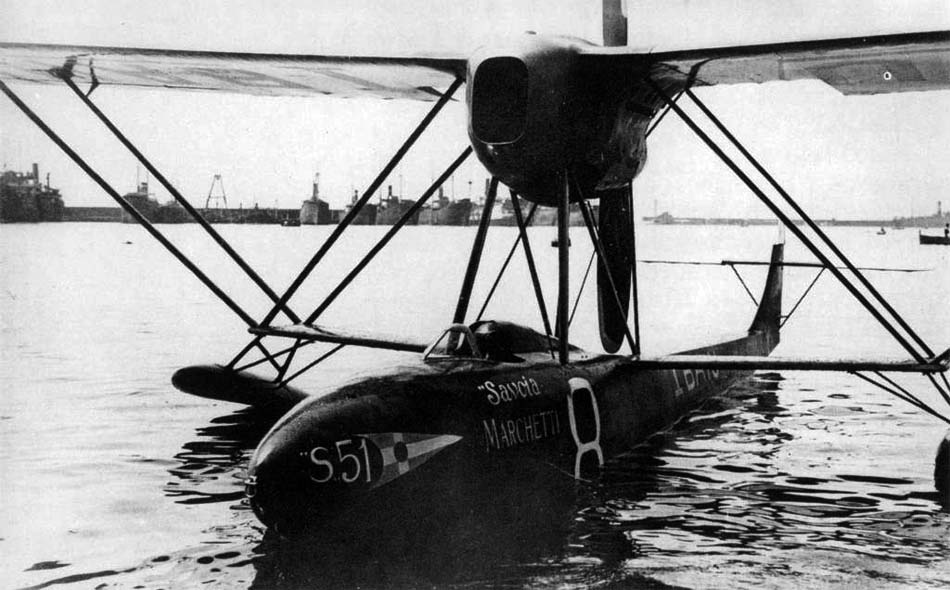
Le S.51 immatriculé I-BAIU piloté par Alessandro Passaleva.

Certaines sources prétendent que le S.51 eu une carrière après la course. Une source déclare que, le 28 décembre 1922, le S.51 établi un record de vitesse pour hydravions à 280.155 kilomètres (174.080 mi) par heure. 

## Opérateurs
Royaume d'Italie